# Paraamblyptilia ridouti
Paraamblyptilia ridouti là một loài bướm đêm thuộc họ Pterophoridae. Nó được tìm thấy ở Costa Rica và Peru.
Sải cánh dài 17–18 mm. Con trưởng thành bay vào tháng 8 và tháng 9.